# Whale Pass
Whale Pass is een plaats (census-designated place) in de Amerikaanse staat Alaska, en valt bestuurlijk gezien onder Prince of Wales-Outer Ketchikan Census Area.

## Demografie
Bij de volkstelling in 2010 werd het aantal inwoners vastgesteld op 31.

## Geografie
Volgens het United States Census Bureau beslaat de plaats een oppervlakte van
96,7 km², waarvan 92,2 km² land en 4,5 km² water.

## Plaatsen in de nabije omgeving
De onderstaande figuur toont nabijgelegen plaatsen in een straal van 40 km rond Whale Pass.